# Balanegra
Balanegra ist eine spanische Gemeinde in der Comarca Poniente Almeriense der Provinz Almería in der Autonomen Gemeinschaft Andalusien. Die Bevölkerung von Balanegra betrug 2024 3.016 Einwohner. 

## Geografie
Balanegra liegt etwa 40 Kilometer (Fahrtstrecke) westsüdwestlich von Almería an der Mittelmeerküste.  Durch die Gemeinde führt die Autovía A-7 von Almería nach Málaga. 

## Geschichte
Bis 2015 gehörte Balanegra zur Gemeinde Berja. Die Siedlung ist recht jung und vermutlich erst im 16. Jahrhundert entstanden. Zuvor bestand hier aus der Nasridenzeit bzw. dann nach der Reconquista ein Wachtturm (der im 19. Jahrhundert eingestürzte Torre de Alhamilla). Die meisten Gebäude sind moderner Natur. 

## Bevölkerungsentwicklung
| Jahr      | 2016 | 2021 |
| Einwohner | 2678 | 2959 |

## Wirtschaft
Balanegras Wirtschaft fußt vor allem auf Land- und Weidewirtschaft. Das betrifft insbesondere den Anbau von Feldfrüchten oder Obst unter Folie. Der Strandtourismus ist erst seit den 2000er Jahren etabliert. 

## Sehenswürdigkeiten
- Jakobuskirche (Iglesia de Santiago Apóstol)

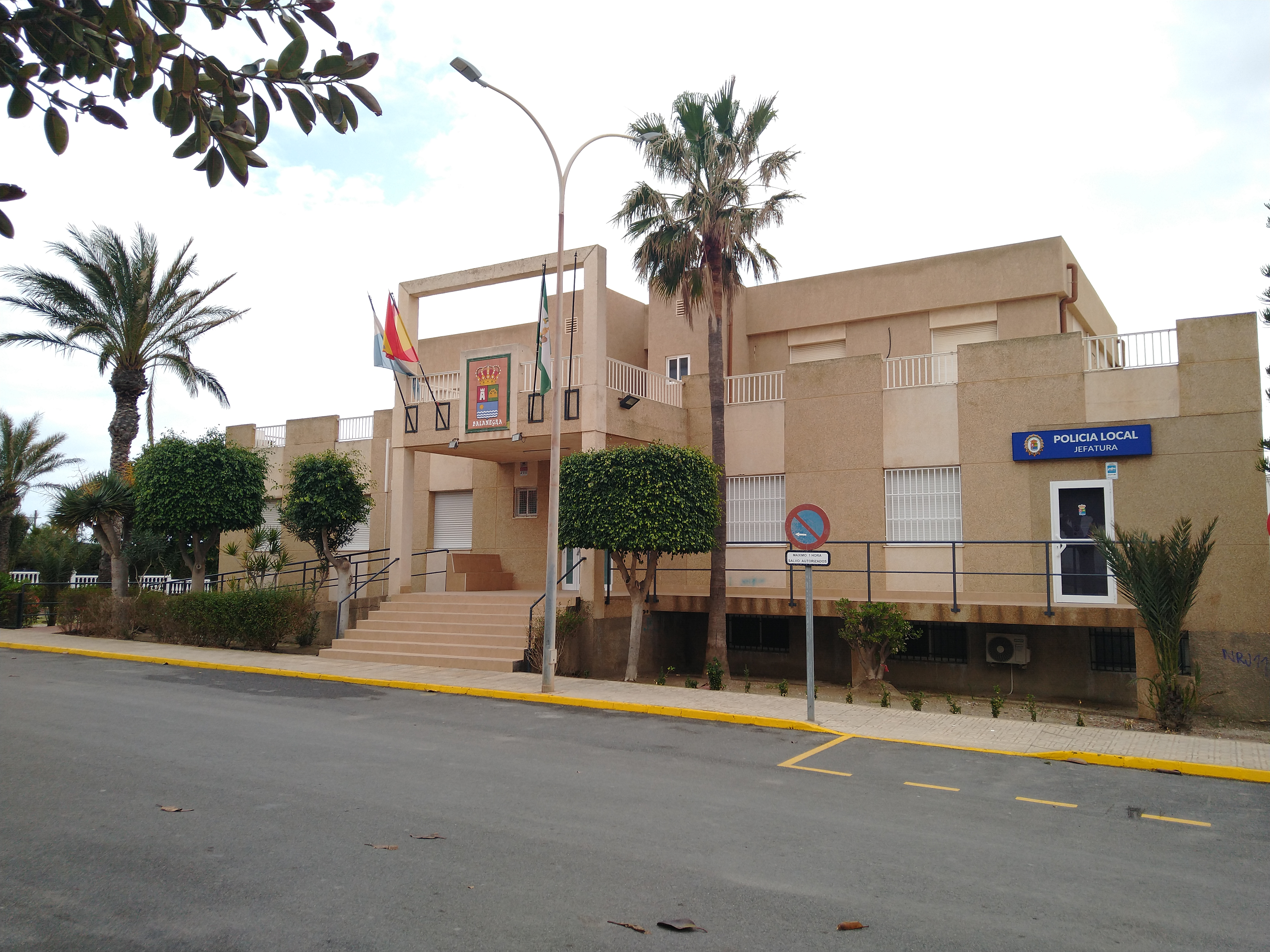
Rathaus

- Rathaus

## Persönlichkeiten
- Nerea Camacho (* 1996), Filmschauspielerin